# Heleri Saar
Heleri Saar (* 16. November 1979 in Pärnu) ist eine estnische Fußballspielerin.
Saar spielt aktuell beim Pärnu JK und als fast 42-Jährige auch wieder für Estlands A-Nationalelf, seit der Trainer sie nach zehn Jahren Abwesenheit im Herbst 2021 in diesen Kreis zurückholte und auf der defensiven linken Außenbahn einsetzt. Mittlerweile hat sie dort seit 1996 65 Einsätze zu Buche stehen.